# Mâncătorii de ziduri
Mâncătorii de ziduri (titlu original Les mangeurs de murailles) este un roman science-fiction fantasy horror  de Serge Brussolo. A apărut prima oară în noiembrie 1982 la Fleuve noir în colecția Anticipation.

## Povestea
În orașul în formă de cub construit contra epidemiilor provocate de războaiele bacteriologice, nimeni nu are voie să călătorească cu ascensoarele între uriașele săli de locuit. Nimeni nu are voie să treacă de la un etaj la altul decât cei din casta liber-călătorilor, din care face parte și enigmatică Sirce urmărită pentru trădare contra Directoratului. David este un tânăr ce lucra la ghena cu deșeuri pentru androizi și care a salvat-o de la moarte pe Sirce. Sirce și cu David călătoresc împreună prin tuneluri săpate de uriașele insecte-mutant.

## Traduceri în limba română
- Mâncătorii de ziduri, Editura Aldo Press, 1997
- Mâncătorii de ziduri, în foileton la Editura Iris SF, traducere Mihnea Columbeanu, 2000